# Aleksandar Milanovic
Aleksandar Milanovic (* 13. November 1991 in Wien) ist ein ehemaliger österreichischer American-Football-Spieler auf der Position des Offensive Tackle. In der Saison 2022 spielte der 201 cm große O-Liner bei seinem Heimatverein, den Vienna Vikings, in der European League of Football. Milanovic war zudem auch Teil des österreichischen Nationalteams.

## Karriere
Im Jahr 2005 begann Aleksandar Milanovic seine Karriere in seiner Heimatstadt Wien bei den Vienna Vikings. Bei den Wienern verblieb der Offensive Tackle, bis er 2011 ein Stipendium an der Sacramento State University in Kalifornien erhielt. In der Saison 2014 war er ein fixer Bestandteil des NCAA Div. 1 FCS Teams und startete in allen Spielen. Sein Senior Year bestritt Milanovic für die Adams State Grizzlies. Im Jahr 2017 wechselte er wieder zu den Vienna Vikings, mit denen er im ersten Jahr nach seiner Rückkehr den Austrian Bowl gewann. Nach einer zweiten Saison in Wien zog es ihn nach Finnland zu den Helsinki Roosters, welchen er zum Gewinn des Maple Bowl verhalf. Er wurde in das Maple League All-Star Team und im Maple Bowl zum Co-MVP gewählt. 2020 und 2021 spielte er in Bosnien und Herzegowina bei den Banja Luka Rebels, die er zudem auch trainierte. Am 15. Dezember 2021 gaben die Vienna Vikings auf Social Media bekannt, dass Milanovic Teil des neuen European League of Football Teams der Wiener wird. In seiner ersten ELF-Saison gewann er das ELF Championship Game und wurde zudem in das All-Star Team Second Team gewählt.
Am 2. März 2025 wurde bekannt gegeben, dass Aleksandar Milanović in den Ruhestand geht.

## Privates
Milanovic studierte am Sacramento State College Politikwissenschaft und internationale Beziehungen und arbeitet als Lehrer. Als besten Spieler, gegen den er je gespielt hat, beschrieb er in einem Interview den früheren Notre Dame und Pittsburgh Steelers Defensive Liner Stephon Tuitt.